# Ivan Bučer
Ivan Bučer, slovenski pisatelj in alpinist  * 17. junij 1910, Zagreb, † 26. september 1950, Jesenice.

## Življenje in delo
Rodil se je v družini železniškega sprevodnika Anton, mati Antonija je bila rojena Zupančič. Osnovno šolo, šest razredov gimnazije in dva semestra učiteljišča je dokončal v Ljubljani. Po odsluženi vojaški obveznosti leta 1930 se je zaposlil v trgovskem podjetju Bon-bon na Miklošičevi cesti v Ljubljani. Med vojno se je priključil osvobodilnemu gibanju, bil zaprt, pobegnil v Švico, in leta 1944 postal vojak in januarja 1945 prešel na osvobojeno ozemlje Francije. Tu je bil sprva zvezni oficir pri 8. korpusu britanske armade, nato pa se je ukvarjal z repatriacijo jugoslovanskih vojakov. Ob vrnitvi v Ljubljano leta 1945 se je posvetil organizaciji in poučevanju na gozdarskih šolah – najprej v Ljubljani, nato v Mariboru in nazadnje v Kromberku pri Gorici, kjer je postal tajnik. V svojih  planinskih predavanjih je doživeto opisoval gorski svet in ljubezen do gora. 24. septembra 1950 se je s prijateljem Tonetom Svetino odpravil na Triglav. V severni steni se je odtrgala skala, zato je padel in se hudo ponesrečil. Umrl je dva dni kasneje v jeseniški bolnišnici zaradi embolije. Pokopali so ga v Ljubljani. Njegovo nesrečo je Svetina opisal v črtici Nesreča v severni steni Triglava, posvetil pa mu je tudi roman Stena (1973). 
Prve črtice, ki upodabljajo ljudske tipe in dogodke iz vsakdanjega življenja, je objavljal v Mentorju pod imenom Ivan Krstnik. Leta 1934 je napisal planinsko pripoved Čez steno. Razprave, v katerih je obravnaval predvsem vpliv gora na ljudi, je objavljal tudi v družinskem listu Mladika. Višek njegovega literarnega ustvarjanja je njegova druga daljša pripoved, roman Koča na robu, ki je izšel leta 1942. V medvojnem obdobju je pod psevdonimom Gregor Skalar v Planinskem vestniku objavil črtico Listi iz cepinovega dnevnika, v kateri je namigoval na uspešnost narodnoosvobodilnega boja, in članek Boleči prividi, ki ubeseduje misli in občutke ponesrečenega gornika v boju za življenje. Nedokončani so ostali njegovi osnutki za dve večji pripovedi: za roman Podstreharji, v katerem je želel obravnavati življenje jugoslovanskih proletarcev in njihove priprave na socialno revolucijo, ter za planinski roman iz narodnoosvobodilne borbe.